# Abraham Escudero Montoya
Abraham Escudero Montoya (Urrao, Colômbia, 24 de janeiro de 1940 – Cali, Colômbia, 6 de novembro de 2009) foi um clérigo católico romano colombiano e Bispo de Palmira.

## Biografia
Abraham Escudero Montoya estudou no seminário de Medellín e foi ordenado sacerdote em 8 de junho de 1968. Estudou Psicologia na Universidad de Antioquia e doutorou-se em Teologia Espiritual pela Pontifícia Universidade Gregoriana de Roma. Foi Professor e Diretor do Seminário Menor e Diretor Espiritual do Seminário Maior de Medellín. Atuou também como diretor da Casa Paulo VI, para a pastoral juvenil e depois foi Vigário episcopal para a Vida Consagrada na Arquidiocese de Medellín.
Em 22 de maio de 1986, o Papa João Paulo II o nomeou Bispo Titular de Risinium e Bispo Auxiliar de Medellín. Foi ordenado bispo em 21 de junho do mesmo ano pelo arcebispo de Medellín, cardeal Alfonso López Trujillo; os co-consagrantes foram o Bispo de Buga, Rodrigo Arango Velásquez PSS, e José Roberto López Londoño, Bispo Auxiliar de Medellín.
Monsenhor Escudero foi nomeado Bispo de El Espinal pelo Papa João Paulo II em 30 de abril de 1990 e pelo Papa Bento VI em 2 de fevereiro de 2007 nomeado bispo de Palmira. Como Bispo de El Espinal fundou em 1997 a Fundação Universitária del Espinal (FUNDES) da qual foi Representante Legal e Reitor até 2005; desde 2011, em reforma estatutária aprovada pelo Ministério da Educação Nacional, o nome foi modificado para Fundación de Estudios Superiores “Monseñor Abraham Escudero Montoya”.

Monsenhor Escudero morreu de complicações de saúde, na Clínica Valle del Lili, Cali, aos 69 anos. Foi sepultado na Catedral de Palmira, mas em março de 2023 seus restos mortais foram transladados para a Catedral de Nossa Senhora do Rosário del Espinal. 